# Лэтуаль
«Лэтуа́ль» (фр. L'Etoile — звезда) — российская торговая сеть по продаже косметики и парфюмерии.
Сетью «Лэтуаль» управляет компания «Алькор и Ко», принадлежащая кипрскому офшору Letu Holdings. В 2013 году занимала 17 место по размеру выручки в списке 30 ведущих ритейлеров России. На 2018 год сеть состояла из более чем 840 магазинов. Выручка — 66,1 млрд рублей. По состоянию на 2020 год «Лэтуаль» второй после «Магнит Косметик» по выручке розничный продавец косметики и парфюмерии в России.

## История
Первый магазин «Л’Этуаль» был открыт в 1997 году в Москве Максимом Климовым, на месте известного в советское время магазина «Руслан» на Смоленской площади. В этом же году был открыт магазин на Дорогомиловской улице в Москве, который работает по сей день.

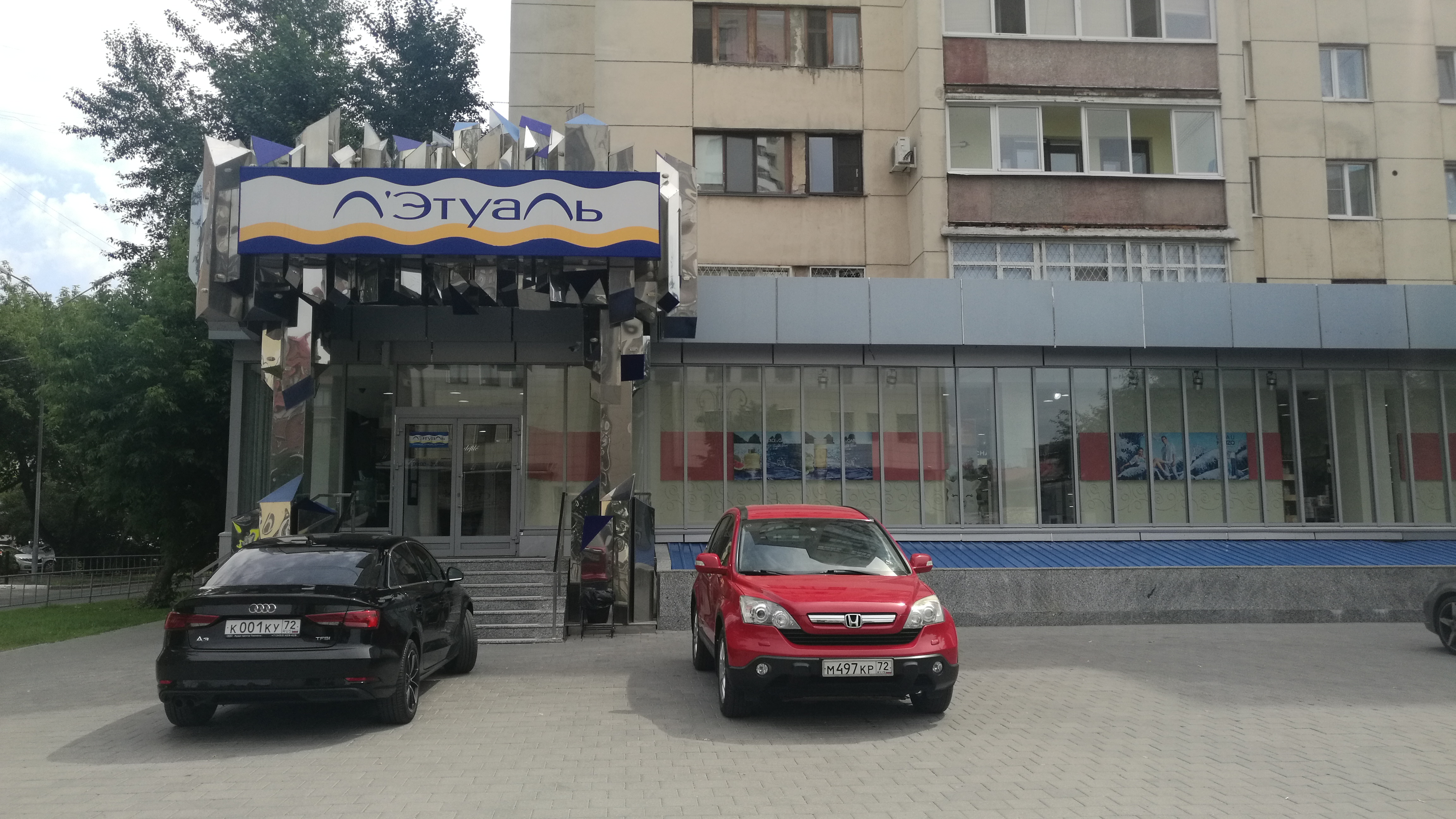
Магазин сети в Тюмени, 2019 год

В 1998 году открыт первый региональный магазин в Воронеже.
С 2003 года «Алькор и Ко» получила франшизу от французского холдинга LVMH и открывала магазины Sephora. В 2011 году компания лишилась лицензии на развитие марки Sephora — она перешла к «Иль де Ботэ».
С 2008 до конца 2013 года лицом марки была французская певица Патрисия Каас. С 2011 по 2012 год российская актриса Мария Шукшина рекламировала собственный бренд «Л’Этуаль» вместе с Патрисией Каас.
С 2011 года Максим Климов отошел от управления бизнесом.
В 2013 году сеть «Л’Этуаль» стала лауреатом премии Росбизнесконсалтинга в номинации «Торговая сеть».
В 2020 году «Л’Этуаль» купила сеть магазинов «Подружка», работавшую с 2005 года. После слияния сеть «Подружка» сохранит своё название, а общее количество магазинов объединённой сети достигнет одной тысячи. До 2022 года «Алькор и Ко» владела 90 % акций «Табер Трейд», управлявшей сетью «Подружка». Летом 2022 под контроль «Алькор и Ко» перешли оставшиеся 10 %.
В 2022 году ООО «Алькор и Ко» создало дочернюю IT-компанию — ООО «Летутех». Деятельность компании — разработка компьютерного программного обеспечения.
В феврале 2023 года компания объявила о ребрендинге, название бренда изменилось на «Лэтуаль».
В феврале 2024 года в связи с запретом так называемого «движения ЛГБТ» в России сотрудники компании получили распоряжение закрашивать чёрным маркером радужные гривы единорогов на упаковках продуктов бренда Unicorn Approve. Чуть позднее стало известно, что мужчинам-консультантам во избежание жалоб покупателей было рекомендовано не пользоваться макияжем.